# 大连航空
大连航空是一家位于辽宁大连的航空公司，隶属于中国国际航空公司旗下。其基地为大连周水子国际机场。
截止2024年上半年，大连航空共拥有13架波音737-800飞机。

## 历史
大连航空有限责任公司由中国国际航空股份有限公司和大连保税正通有限公司共同出资10亿元组成，于2011年8月8日正式揭牌。并于大连航空2011年12月31日首航大连-深圳，2012年1月1日开通大连-北京和大连-太原-三亚航线。

## 航线
- 国内航线：北京，深圳，西安，杭州，太原，三亚，长春，南京

## 机队

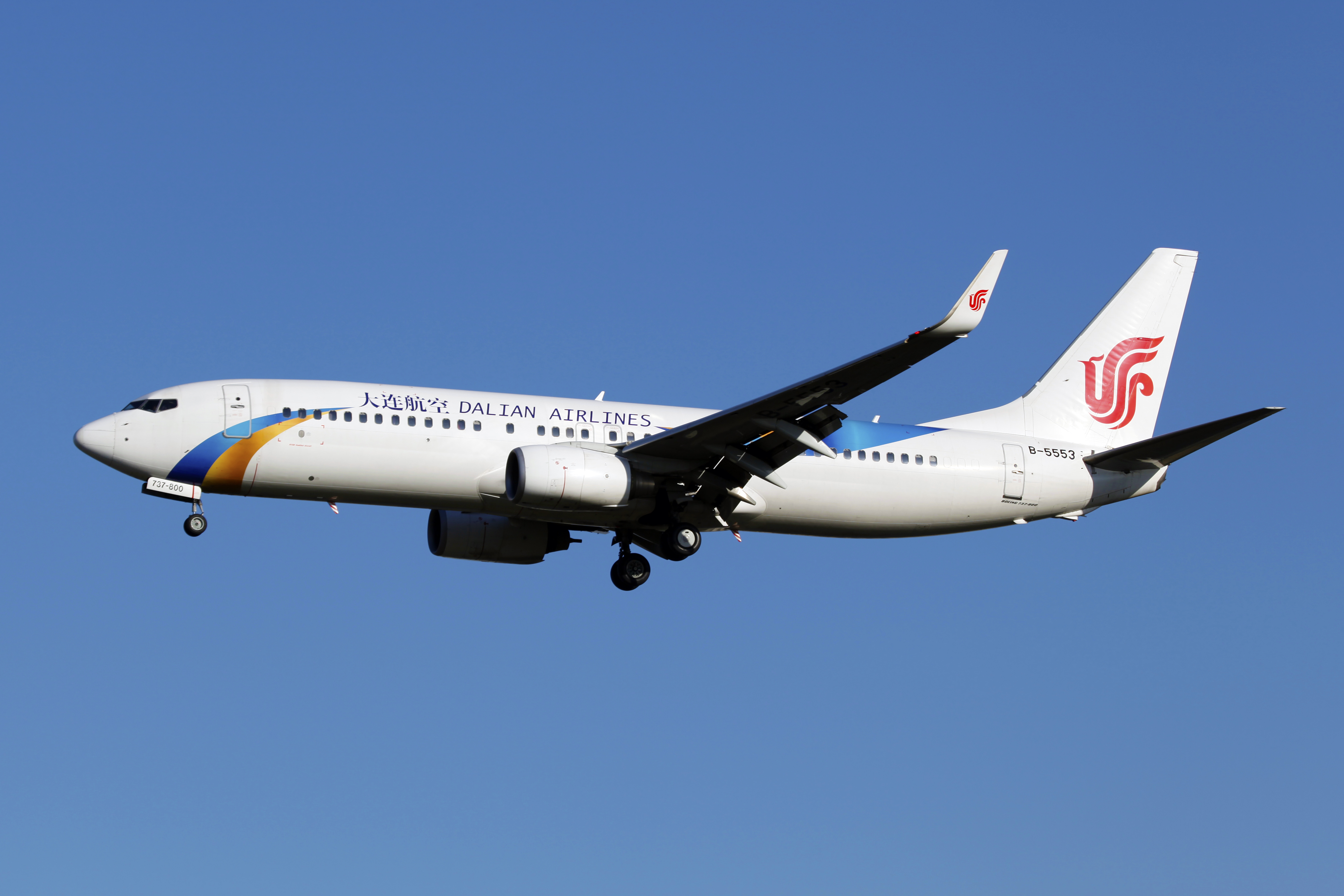
大连航空一架波音737客机正在降落于北京首都国际机场

截至2024年上半年，大连航空共运营13架客机：
| 機型     | 小計 | 飛機編號                                                         |
| -------- | ---- | ---------------------------------------------------------------- |
| B737-800 | 13   | 1210 1218 5196 5197 5681 5642 5639 5553 5729 5850 6105 7597 7891 |
| 合計     | 13   | 平均機齡：10.73年                                                |

## 股权
- 中国国际航空股份有限公司持有80%股权
- 大连保税正通公司持有20%股权